# Selden Society

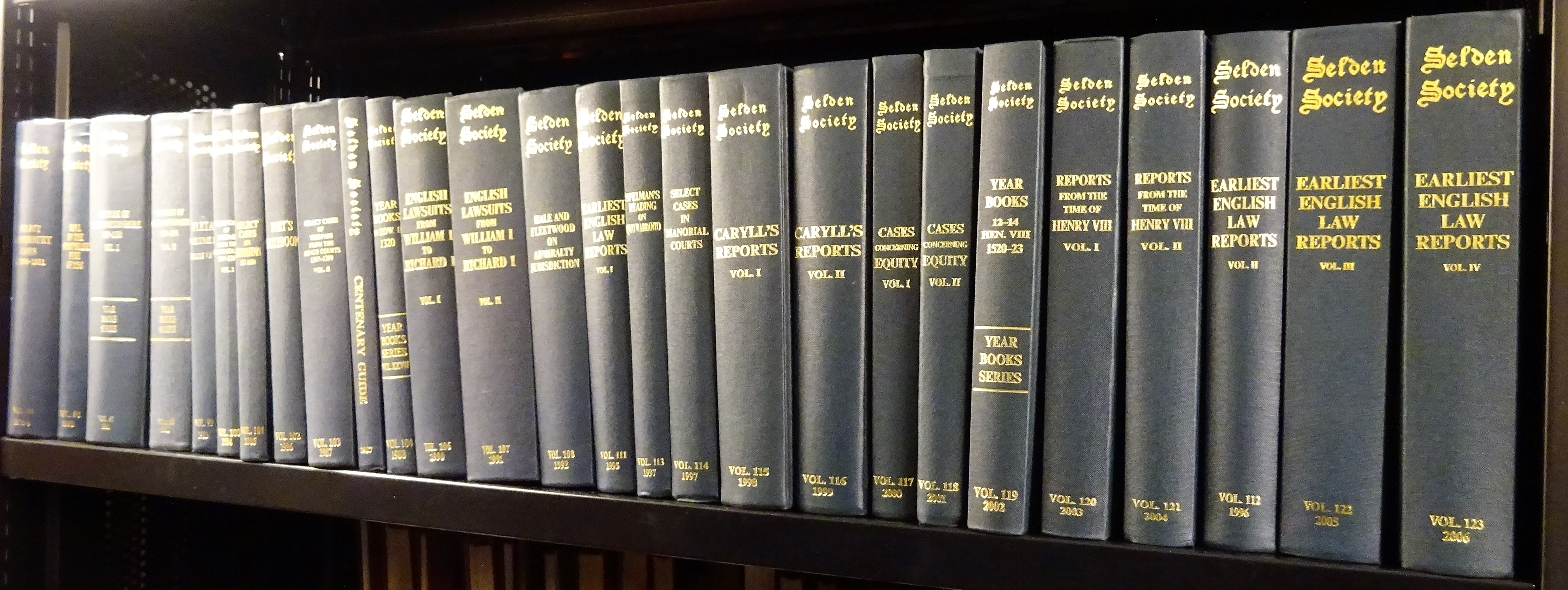
Veröffentlichungen der Selden Society

Die Selden Society ist eine gemeinnützige britische wissenschaftliche Gesellschaft zur Veröffentlichung rechtshistorischer Quellen für England und Wales. Sie ist nach dem englischen Juristen und Universalgelehrten John Selden benannt.
Sie wurde 1887 von Frederic William Maitland gegründet mit Unterstützung der Institutionen des britischen Rechtswesens und unter Patronage von Königin Victoria. Seit ihrer Gründung veröffentlicht sie in der Regel einen Band der Hauptreihe (Quellen im Original mit Übersetzung sowie Einleitung und Kommentaren) pro Jahr und außerdem gibt es eine Reihe von Supplement-Bänden. Bis 2013 sind rund 150 Bände erschienen. 1988 erschien ein Centenary Guide.
Alle zwei Jahre vergibt sie den David Yale Prize, benannt nach einem ehemaligen Präsidenten der Gesellschaft, für Nachwuchshistoriker in Rechtsgeschichte von England und Wales.
Präsident ist zurzeit der Lord Chief Justice of England and Wales Igor Judge (2013). Die Hauptversammlung findet jährlich im Juli im Lincoln’s Inn statt.
Sie arbeitet mit der Ames Foundation der Harvard Law School zusammen und es gibt auch Treffen in den USA und Australien.